# ایست‌پورت (میشیگان)
ایست‌پورت (به انگلیسی: Eastport) یک منطقهٔ مسکونی در ایالات متحده آمریکا است که در شهرستان انتریم، میشیگان واقع شده‌است. ایست‌پورت ۵٫۱۹ کیلومتر مربع مساحت و ۲۱۸ نفر جمعیت دارد و ۱۸۵ متر بالاتر از سطح دریا واقع شده‌است.